# ツェレリーナ
ツェレリーナ（ドイツ語: Celerina、ロマンシュ語:  Schlarigna）は、スイス東南部、オーバーエンガディン地方グラウビュンデン州の基礎自治体。日本語ではセレリーナ/シュラリーニャとも表記する。また、現地での公式表記は、ドイツ語とロマンシュ語を併記した Celerina/Schlarigna。

## 歴史
1313年の文献にて'Schellarin' として初出。1320年の文献には'Celarina'と記述されている。
1943年からは 'Schlarigna/Celerina' とされたが、1950年 'Celerina/Schlarigna'と改名され現在に至る。

## 地理
スイス南東部を占めるグラウビュンデン州の中でも南東にあるマローヤ地区のほぼ中央に位置する。

## 交通
レーティッシュ鉄道のツェレリーナ駅、ツェレリーナ・スタッツ駅、プント・ムラール・スタッツ駅の3駅が存在する。